# Maurizio Catenacci
Maurizio Catenacci (* 5. Mai 1964 in Frosinone) ist ein ehemaliger italo-kanadischer Eishockeyspieler, der in seiner aktiven Zeit von 1982 bis 1999 unter anderem für die Ratinger Löwen in der Deutschen Eishockey Liga gespielt hat. Sein Sohn Daniel Catenacci ist ebenfalls ein professioneller Eishockeyspieler.

## Karriere
Maurizio Catenacci begann seine Karriere als Eishockeyspieler in der kanadischen Juniorenliga Ontario Hockey League, in der er in der Saison 1982/83 für die Oshawa Generals und Windsor Spitfires aktiv war. Anschließend erhielt der Angreifer einen Vertrag beim HC Como aus der Serie A2, der zweiten italienischen Spielklasse. Nach nur einem Jahr verließ er diese bereits wieder und spielte vier Spielzeiten lang für den AS Varese Hockey aus der Serie A. Mit diesem gewann er in der Saison 1986/87 erstmals die nationale Meisterschaft. Von 1988 bis 1999 spielte Catenacci  für deren Ligarivalen HC Milano Saima. Während der Saison 1990/91 ging der ehemalige Nationalspieler für den SG Cortina auf Torejagd. Mit dem HC Devils Milano gewann er in der Saison 1991/92 zum zweiten Mal in seiner Laufbahn den Meistertitel in Italien. 
Nach je einer Spielzeit beim HC Fiemme Cavalese und HC Courmaosta in der Serie A, schloss sich Catenacci für die Saison 1994/95 den Brûleurs de Loups de Grenoble aus der französischen Ligue Magnus an. Anschließend verbrachte er ein weiteres Jahr in der Serie A beim HC Pustertal, ehe er für die Saison 1996/97 von den Ratinger Löwen aus der Deutschen Eishockey Liga verpflichtet wurde. Für das Team aus NRW erzielte er in 44 Spielen fünf Tore und gab acht Vorlagen. Daraufhin pausierte er ein Jahr lang mit dem Eishockey, ehe er zum Abschluss seiner Karriere in der Saison 1998/99 noch einmal für den HK Jesenice parallel in der slowenischen Eishockeyliga und der Alpenliga auf dem Eis stand.  

### International
Für Italien nahm Catenacci an den B-Weltmeisterschaften 1985 und 1987 teil.

## Erfolge und Auszeichnungen
- 1987 Italienischer Meister mit AS Varese Hockey
- 1992 Italienischer Meister mit dem HC Devils Milano
- 1992 Alpenliga-Gewinn mit dem HC Devils Milano